# Aek Kanopan
Aek Kanopan is een bestuurslaag in het regentschap Labuhan Batu Utara van de provincie Noord-Sumatra, Indonesië. Aek Kanopan telt 13.940 inwoners (volkstelling 2010).